# Spider-Man Unlimited (jeu vidéo)
Cet article concerne le jeu vidéo. Pour la bande dessinée, voir Spider-Man Unlimited.
 (mars 2018).
Si vous disposez d'ouvrages ou d'articles de référence ou si vous connaissez des sites web de qualité traitant du thème abordé ici, merci de compléter l'article en donnant les références utiles à sa vérifiabilité et en les liant à la section « Notes et références ».
Spider-Man Unlimited est un jeu vidéo du type runner développé et édité par Gameloft sur smartphones en 2014. Il met en scène des personnages de Marvel Comics gravitant autour de Spider-Man. Bien qu'il en partage le titre, ce jeu n'a aucun lien avec la série animée du même nom, s'inspirant plutôt de la saga contemporaine Spider-Verse. À noter que ce jeu est distribué gratuitement (le joueur a toutefois la possibilité d'acheter des consommables pour accélérer sa progression). 
En mars 2019, le jeu fut discontinué et il n'est plus disponible sur les plate-forme Android et IOS.

## Synopsis
Lorsque le Bouffon Vert s'adjoint les forces de membres des Sinistres Six venus d'autres dimensions, Nick Fury utilise la même technologie pour obtenir l'aide de versions alternatives de Spider-Man. L'enjeu de la bataille qui s'engage alors est un isotope rare nommé ISO-8, qui sert par ailleurs de monnaie du jeu.

## Système de jeu
Le joueur incarne et contrôle un Spider-Man vu de derrière, dans sa perpétuelle course sur les toits et divers autres environnements, en utilisant les fonctions tactiles de son téléphone ou de sa tablette pour le faire évoluer d'une file à l'autre (au nombre de trois : gauche, centre et droite) ou le faire sauter/glisser pour éviter des obstacles. Comme il s'agit d'un jeu de course sans fin (sauf dans les niveaux du mode Histoire consistant à battre un boss), la partie s'arrête lorsque le joueur heurte un obstacle ou un ennemi (exception faite du début du jeu, ou le joueur a droit à plusieurs vies dans le même run).

Le joueur dispose de cinq vies maximum, le compteur remontant une fois toutes les dix minutes. Cependant, quand le joueur perd une vie il a la possibilité d'acheter, via de l'ISO-8, le droit de continuer.
Le joueur doit collecter des fioles dispersées sur le parcours, qui augmentent le score et permettent d'acheter différents boosts et power-ups dans la boutique du jeu, mais aussi les portails dimensionnels nécessaires pour acquérir de nouveaux Spider-Men (distribués de manière aléatoire, les éventuels doublons pouvant être revendus ou fusionnés avec d'autres exemplaires pour en élever le rang).

Cependant, l'usage des fioles en tant que monnaie est assez limité, la principale monnaie du jeu étant l'ISO-8, obtenu beaucoup plus difficilement par le joueur (ne pouvant être ramassé, il ne s'obtient qu'en réussissant certaines actions données). Il permet notamment d'acheter les portails dits "Premium" car donnant accès à des Spider-Men plus rares.
Différents obstacles tels que trous, châteaux d'eau, conduits de ventilation ou encore containers gênent le joueur dans sa progression, de même que des ennemis que le joueur doit frapper ou esquiver. Parfois, et notamment en mode Histoire, un boss incarné par un ennemi habituel (ou l'un de ses doubles dimensionnels) de l'Homme-Araignée doit être combattu, le joueur devant alors frapper un certain type d'obstacles bien précis pour lui projeter.
Contrairement aux autres jeux de ce genre, celui-ci se démarque en se divisant en différents niveaux (la partie principale du jeu reposant sur un Mode Histoire que le joueur fait avancer en remplissant divers objectifs), mais aussi en incluant des phases de jeu telles que seul ce personnage pouvait en proposer : escalade de mur, balancement à bout de toiles, ou encore chute libre contrôlée en inclinant l'appareil (le jeu supportant la reconnaissance de mouvements).
Plusieurs modes de jeu sont proposés :
- le Mode Histoire se compose de plusieurs "épisodes", composés chacun d'un certain nombre de niveaux incluant un boss à affronter, et de défis sollicitant suffisamment d'endurance et d'adresse pour remplir un objectif donné (collecter tant d'items, atteindre telle distance, vaincre tant de sbires...).
- le mode Sans fin, où le but est de survivre le plus longtemps possible afin de marquer le meilleur score.
- le mode Événement, où de façon ponctuelle des défis apparaissent pour que le joueur essaie de gagner un nouveau personnage intégré au jeu pour l'occasion. Ces événements sont parfois liés à l'actualité (Halloween, Journée de la femme), à noter que depuis décembre 2014[1] la plupart sont également liés à la saga comics Spider-Verse, en faisant apparaître les protagonistes tels que Morlun, Karn, Daemos, Jennix, Silk ou encore Spider-Gwen[2].

Dans ces deux derniers modes, un classement multijoueur permet au joueur de comparer son score à celui des autres joueurs dans le monde, et de recevoir des récompenses telles qu'un nombre donné de fioles, un boost ou encore un portail d'accès à un nouveau personnage.

Une connexion aux comptes Facebook et Google+ du joueur lui permet d'interagir avec ses amis.
Enfin, trois objectifs quotidiens sont proposés au joueur pour lui faire gagner quelques fioles et ISO supplémentaires.

## Héros jouables
| Liste de personnages jouables |
| --- |
| - Peter Parker (Titan) - Le Vengeur Masqué (Légendaire) - Spider-Man (Commun, Peu Commun, Rare, Épique, Légendaire, Titan) - Mary Jane (Spider Island) (Titan) - Spider-Woman (Épique, Légendaire) - Spider-Woman Classique (Rare, Légendaire) - Captain Spider (Légendaire) - Spider-Jameson, le Super Astronaute (Légendaire, Titan) - Chatte Noire (Légendaire, Titan) - Spider-Ma'am (Légendaire) - Steel Spider (Légendaire) - Spider-Ham (Légendaire) - Spider-Man Symbiote (Légendaire, Titan) - L'Incroyable Homme-Sac (Commun, Rare, Épique, Légendaire, Titan) - Spider-Ham (Peter Porker démasqué) (Légendaire) - Silver Sable (Légendaire) - Kraven Costume noir (Titan) - Venom (Épique, Légendaire, Titan) - Spider-Man Cosmique (Rare, Épique, Légendaire) - Carnage (Épique, Légendaire, Titan) - Spider-Man Cyborg (Rare, Légendaire) - Spider-Man 2020 (Épique) - Nouveau Spider-Man 2099 (Légendaire, Titan) - Pork Grind (Légendaire) - Blood Spider (Légendaire) - Spider-Man 2099 (Rare, Épique, Légendaire, Titan) - Spider-Armure (Peu Commun, Rare, Épique) - Scream (Légendaire) - Agony (Légendaire) - Phage (Légendaire) - Lasher (Légendaire) - Riot (Légendaire) - Spider-Ham 2099 (Légendaire) - Spider-X (Légendaire) - Scarlet Spider (Ben Reilly) (Peu Commun, Rare, Épique) - Flipside (Légendaire, Titan) - Spider-Man Chasseur de clones (Légendaire) - Venom2099 (Épique, Légendaire, Titan) - Miss Venom (Légendaire) - Spider-Man 2211 (Légendaire) - Spider-Man (Ben Reilly) (Peu Commun, Rare, Épique) - Spider-Man (Ben Reilly démasqué) (Légendaire) - Cyber Scarlet Spider (Légendaire) - Spider-Carnage (Titan) - Spider-Man Anti-Electro (Peu Commun, Rare, Épique) - Spider-Girl (Peu Commun, Rare, Épique) - Hornet (Légendaire) - Dusk (Légendaire) - Prodige (Légendaire) - Spider-Venom (Légendaire) - Spider-Man Earth X (Épique, Légendaire) - Venom (May Parker) (Légendaire) - Spiders Man (Légendaire) - Nick Fury (Légendaire, Titan) - Spider-Man Mangaverse (Commun, Rare, Épique) - Spider-Woman Mangaverse (Légendaire) - Scarlet Spider (Felicity Hardy) (Titan) - Spider-Man 1602 (Rare, Légendaire) - Spider-Man The Last Stand (Peu Commun, Rare, Épique) - Toxin (Épique, Légendaire, Titan) - Exosquelette Araña (Légendaire) - Spider-Man: India (Rare, Légendaire) - Spider-Man Guerres secrètes (Commun, Peu Commun, Rare, Épique) - Spider-Man Maison M (Commun, Rare, Épique) - Iron Spider (Peu Commun, Rare, Épique, Légendaire, Titan) - Spider-Girl en costume noir (Titan) - Ultimate Spider-Woman (Jessica Drew) (Épique, Légendaire) - Spider-Man Bullet Points (Rare, Légendaire) - Anansi le Dieu Araignée (Rare, Légendaire) - Spider-Knight (Rare, Épique, Légendaire) - Spider-Mech (Légendaire) - Carlie Cooper (Spider Island) (Légendaire) - Spider-Man Assassin (Rare, Épique, Légendaire) - Spider-Girl (Ashley Barton) (Épique, Légendaire) - Spider-Girl (April Parker) (Titan) - Anti-Venom (Épique, Légendaire, Titan) - Spider-Man Noir (Peu Commun, Rare, Épique) - Swiney-Girl Costume noir (Titan) - Mayhem (Légendaire) - Spider-Man (Costume d'hiver) (Titan) - Madame Web (Titan) - Tarantula (Épique, Légendaire) - Spider-Girl (Anya Corazon) (Rare, Épique, Légendaire) - Spider-Man Big Time (Furtif) (Épique, Légendaire) - Spider-Man Gilet pare-balles (Peu Commun, Rare, Épique) - Kung Fu Spider-Man (Épique) - Araignée Fantôme (Rare, Légendaire) - Spider-Man Future Foundation (Commun, Rare, Épique) - Spectre (Légendaire) - J. Jonah Jameson (Légendaire) - Spider-Man Big Time (Sonique) (Peu Commun, Épique) - Ultimate Spider-Man (Miles Morales) (Rare, Épique, Légendaire, Titan) - Ultimate Spider-Man (Miles Morales démasqué) (Titan) - Scarlet Spider (Rare, Épique, Légendaire) - MJ Venom (Légendaire) - Agent Venom (Titan) - Agent Venom (Flash Thompson démasqué) (Légendaire) - Spider-Man : Fins du Monde (Peu Commun, Rare, Épique) - Toxin (Eddie Brock) (Légendaire) - Spider-Man Mal en point (Peu Commun, Rare, Épique) - Scarlet Spider-Ham (Légendaire) - Scarlet Spider-Ham (Ben Reilly) (Épique) - Superior Spider-Man Classique (Rare, Épique, Légendaire) - Superior Spider-Man (Épique, Légendaire, Titan) - Superior Venom (Épique, Légendaire, Titan) - Devil Spider II (Légendaire) - Ultimate Black Widow (Jessica Drew) (Épique, Légendaire) - Ultimate Spider-Ham (Légendaire) - Silk (Cindy Moon) (Épique, Légendaire) - Spider-Gwen (Rare, Épique, Légendaire, Titan) - Spider-Gwen (Gwen Stacy démasquée) (Légendaire) - Spider-UK (Épique, Légendaire, Titan) - Spider-Man Dr Aikman (Épique, Légendaire) - Silk (Rare, Épique, Légendaire) - Lady Spider (Rare, Épique, Légendaire) - Spider-Punk (Épique, Légendaire, Titan) - Spider-Punk (Hobart Brown démasqué) (Légendaire) - Le Bouffon (Titan) - Aracnido Jr. (Épique, Légendaire) - Spider-Ben (Épique, Légendaire) - Spider-Woman (May Parker) (Épique, Titan) - Spider-Woman (May Parker démasquée) (Légendaire) - Annie Parker (Légendaire) - Peter Parker -- Civil War (Guerres Secrètes) (Titan) - Mary Jane dans une puissante combinaison du Régent (Légendaire) - Nouveau Spider-Man (Légendaire) - Nouvel Agent Venom (Titan) - Spider-Man Combinaison spatiale (Légendaire) - Mary Jane (Iron Spider) (Légendaire) |